# Trębacz popielaty
Trębacz popielaty (Micrastur gilvicollis) – gatunek ptaka z rodziny sokołowatych (Falconidae), zamieszkujący Amerykę Południową. Nie jest zagrożony.
SystematykaGatunek monotypowy (nie wyróżnia się podgatunków). Sam był uznawany przez wielu autorów za podgatunek trębacza prążkowanego (M. ruficollis). Za podgatunek M. gilvicollis z kolei często uznawano trębacza szarogardłego (M. plumbeus).
WyglądDługość ciała 30–36 cm. Krótkie skrzydła i długie nogi. Woskówka i naga skóra wokół oczu pomarańczowe, nogi żółte, tęczówki białawe. Wierzch ciała ciemnoszary, spód biały, w delikatne czarne prążki. Ogon czarny, z dwoma białawymi wąskimi przepaskami oraz białym końcem. Młode z wierzchu brązowe.
Zasięg, środowiskoAmeryka Południowa – Amazonia i region Gujana. Dość rzadki w tropikalnych lasach nizinnych.
PożywienieŻywi się małymi ssakami, ptakami, gadami i owadami.
StatusMiędzynarodowa Unia Ochrony Przyrody (IUCN) uznaje trębacza popielatego za gatunek najmniejszej troski (LC – least concern) nieprzerwanie od 1988 roku. Trend liczebności populacji uznaje się za spadkowy ze względu na wylesianie Amazonii.